# Lizzie Arnot
Lizzie Arnot est une footballeuse internationale écossaise, née le 1er mars 1996. Elle évolue au poste de Milieu de terrain. En 2019, elle joue pour les Rangers FC.

## Carrière

### En club
Lizzie Arnot commence sa carrière à Edinburgh City puis à Hutchison Vale, en deuxième division écossaise.
En janvier 2012, elle rejoint Hibernian, le club de la ville d'Édimbourg.
En 2017, elle subit une grave blessure au ligament croisé antérieur au genou. Elle restera éloigné des terrains pendant 14 mois. 
Le 27 juin 2018, elle signe avec le club anglais de Manchester United en deuxième division anglaise.
A la fin de sa première saison, son club Manchester United est champion de D2 anglaise, et se voit donc promu en Women's Super League (le championnat de première division anglaise) pour la saison 2019-2020.

### En sélection
Lizzie Arnot connaît les sélections nationales dès son plus jeune âge, avec les équipes écossaises des moins de 15 ans, des moins de 17 ans et des moins de 19 ans.
Le 17 septembre 2015, Lizzie Arnot est sélectionnée pour la première fois en équipe nationale écossaise contre la Norvège.(défaite 3 à 0 en Écosse).
Elle ne participe toutefois pas au championnat d'Europe 2017 à cause de sa blessure au ligament.
Le 4 mars 2019, elle marque ses deux premiers buts internationaux, lors d'une victoire 4-1 contre l'Islande.
Lizzie Arnot apparaît sur la liste des joueuses sélectionnées pour participer à la Coupe du monde 2019 organisée en France.

## Palmarès[8]
- Hibernian
  - Vice-championne d'Écosse en 2013, 2015 et 2016
  - Vainqueur de la Coupe d'Écosse féminine en 2016
  - Finaliste de la Coupe d'Écosse féminine en 2013 et 2015
  - Vainqueur de la Coupe de la Ligue écossaise en 2016 et 2018
  - Finaliste de la Coupe de la Ligue écossaise en 2014 et 2015

- Manchester United
  - Championne d'Angleterre de D2 en 2019

### Distinctions personnelles
- Membre de l'équipe-type de la Scottish Women's Premier League en 2022